# ویویه، موزل
ویویه (به فرانسوی: Viviers) یک کمون در فرانسه است که در گرانت است واقع شده‌است. ویویه ۷٫۲ کیلومتر مربع مساحت و ۱۱۰ نفر جمعیت دارد و ۲۵۰ متر بالاتر از سطح دریا واقع شده‌است.